# Tyler Prize for Environmental Achievement
Der Tyler Prize for Environmental Achievement ist eine jährlich vergebene Auszeichnung für Umweltwissenschaften, Umweltgesundheit und Energie. Tyler-Preisträger erhalten einen Geldpreis von 250.000 US-Dollar und eine Goldmedaille. Den Preis verleiht die University of Southern California; gestiftet haben ihn John und Alice Tyler 1973. Der Tyler Prize gilt als eine Art inoffizieller Nobelpreis für Umweltschutz.

## Empfänger
- 1974: Arie Jan Haagen-Smit, G. Evelyn Hutchinson und Maurice Strong
- 1975: Ruth Patrick
- 1976: Abel Wolman, Charles S. Elton und René Dubos
- 1977: Eugene P. Odum
- 1978: Russell E. Train
- 1982: Carroll L.Wilson und die Southern California Edison Company
- 1983: Harold S. Johnston, Mario J. Molina und F. Sherwood Rowland
- 1984: Roger R. Revelle und Edward O. Wilson
- 1985: Bruce N. Ames und die Organization for Tropical Studies
- 1986: Werner Stumm und Richard Vollenweider
- 1987: Richard Evans Schultes und Gilbert F. White
- 1988: Bert R. J. Bolin
- 1989: Paul J. Crutzen und Edward D. Goldberg
- 1990: Thomas Eisner und Jerrold Meinwald
- 1991: C. Everett Koop und M. S. Swaminathan
- 1992: Perry L. McCarty und Robert M. White
- 1993: Frederick Herbert Bormann und Gene E. Likens
- 1994: Arturo Gomez-Pompa und Peter H. Raven
- 1995: Clair C. Patterson
- 1996: Willi Dansgaard, Hans Oeschger und Claude Lorius
- 1997: Jane Goodall, Birutė Galdikas und George Schaller
- 1998: Anne H. Ehrlich und Paul R. Ehrlich
- 1999: T. T. Chang und Joel E. Cohen
- 2000: John P. Holdren
- 2001: Jared M. Diamond und Thomas E. Lovejoy
- 2002: Wallace S. Broecker und Tungsheng Liu
- 2003: Hans Herren, Yoel Margalith und Sir Richard Doll
- 2004: Barefoot College und Red Latinoamericana de Botanica
- 2005: Charles D. Keeling und Lonnie G. Thompson
- 2006: David W. Schindler und Igor A. Shiklomanov
- 2007: Gatze Lettinga
- 2008: James N. Galloway und Harold Mooney
- 2009: Richard B. Alley und Veerabhadran Ramanathan
- 2010: Laurie Marker und Stuart Pimm
- 2011: May R. Berenbaum
- 2012: John H. Seinfeld und Kirk R. Smith
- 2013: Diana H. Wall
- 2014: Simon A. Levin
- 2015: Jane Lubchenco und Madhav Gadgil
- 2016: Partha S. Dasgupta
- 2017: José Sarukhán Kermez
- 2018: Paul G. Falkowski und James J. McCarthy
- 2019: Michael E. Mann und Warren M. Washington
- 2020: Gretchen C. Daily und Pavan Sukhdev
- 2021: keine Preisvergabe (aufgrund der COVID-19-Pandemie)
- 2022: Andy Haines
- 2023: Daniel Pauly und Rashid Sumaila
- 2024: Johan Rockström
- 2025: Sandra Díaz und Eduardo Brondízio